# Hyloscirtus bogotensis
Hyloscirtus bogotensis är en groddjursart som beskrevs av Peters 1882. Hyloscirtus bogotensis ingår i släktet Hyloscirtus och familjen lövgrodor. IUCN kategoriserar arten globalt som nära hotad. Inga underarter finns listade i Catalogue of Life.